# Госкі-Вонсоше
Госкі-Вонсоше (пол. Goski-Wąsosze) — село в Польщі, у гміні Кшиновлога-Мала Пшасниського повіту Мазовецького воєводства.
Населення — 51 особа (2011).
У 1975-1998 роках село належало до Остроленцького воєводства.

## Демографія
Демографічна структура станом на 31 березня 2011 року:
|          | Загалом | Допрацездатний вік | Працездатний вік | Постпрацездатний вік |
| -------- | ------- | ------------------ | ---------------- | -------------------- |
| Чоловіки | 22      | 5                  | 16               | 1                    |
| Жінки    | 29      | 8                  | 18               | 3                    |
| Разом    | 51      | 13                 | 34               | 4                    |